# Supernal S-A2
 (octobre 2024).
Le Supernal S-A2, de la filiale de la firme sud-coréenne Hyundai Motor Group, Supernal (en), présenté à l'automne 2024 au CES 2024, dédié à la Mobilité Aérienne Avancée, est un concept de véhicule eVTOL. Ce modèle succède au Supernal S-A1, montré au CES 2020 (en), et vise à offrir des solutions de transport pour les trajets aériens urbains. Le PDG de Supernal, Jaiwon Shin, a souligné une stratégie axée sur le « bon produit, bon marché, au bon moment », insistant sur la collaboration avec Hyundai, les opérateurs, fournisseurs et gouvernements pour réussir la Mobilité Aérienne Avancée (en).

## Vision de Mobilité Aérienne Avancée
Supernal considère les vertiports comme incontournables pour la Mobilité Aérienne Avancée (en) puisque ce sont des points de départ et de destination potentiels importants pour les opérations eVTOL. Au salon aéronautique de Farnborough 2024, l'entreprise doit expliquer ses objectifs de vols commerciaux en 2028.

## Programme de tests
Supernal prévoit de commencer les tests du prototype S-A2 en 2026, en utilisant un modèle technologique de démonstration pour valider les systèmes.

## Innovations
Le S-A2 est un aéronef à queue en V, conçu pour un pilote et quatre passagers, capable de se déplacer à 193 km/h à 450 mètres d'altitude sur des trajets de 40 à 64 km, propulsé par une propulsion électrique (presque) silencieuse avec huit rotors inclinables, émettant seulement 65 dB au décollage et 45 dB en vol horizontal, tout en respectant les normes de sécurité de l'aviation commerciale grâce à sa structure robuste et ses systèmes critiques redondants.

## Objectifs de Commercialisation
Supernal prévoit de commercialiser le S-A2 d'ici 2028 et mise sur la durabilité et le confort des passagers tout en intégrant des mises à jour des batteries.

### Objectif de Supernal
Supernal se positionne comme un acteur dans le secteur de la Mobilité Aérienne Avancée avec le savoir-faire de Hyundai en matière de fabrication et d'automatisation.

## Présentation au CES 2024
Le S-A2 a été exposé dans une zone dédiée aux vertiports, où les visiteurs peuvent observer ce véhicule et participer à des simulations de vol.